# HeidiSQL
HeidiSQL是一个自由开源的数据库管理工具，用于MySQL及其分支，以及Microsoft SQL Server和PostgreSQL。它的代码库最初取自Ansgar Becker自己的MySQL-Front 2.5软件。由于将MySQL-Front品牌出售给了一个无关的团体，Becker选择改用"HeidiSQL"这个名字。这个名字是由一个朋友为了纪念海迪·克林而提出的，贝克尔对《阿尔卑斯山的少女》的怀念更加强化了这个名字。